# Euphorbia lata
Euphorbia lata là một loài thực vật có hoa trong họ Đại kích. Loài này được Engelm. mô tả khoa học đầu tiên năm 1858.